# Selva di Naimiṣāraṇya
La selva di Naimiṣāraṇya o Naimiṣā(Devanagari: नैमिषारण्य) era un'antica selva indiana menzionata nel testo sacro del Mahābhārata e nei Purāṇa. Era ubicata sulle rive del fiume Gomati nello stato di Uttar Pradesh.
Si trovava tra il regno di Panchala ed il regno di Kosala. L'intera narrazione del Mahābhārata ebbe luogo in queste foreste, durante un convegno di sapienti presieduto dal saggio Saunaka per la causa della pace del mondo e di alleviare le conseguenze nefaste della ventura Età di Kali. In questa riunione Ugrasrava Sauti narrò l'intero Mahābhārata, la storia del grande re dei Bharata, dinastia dei Saunaka. La parte centrale di questa storia era la storia dei Kaurava e dei Pandava e la loro guerra di Kurukshetra". In questa selva, il famoso Saunaka Rishi, che scrisse pure gli śloka di lode per Sri Shiva, cantò tutti i versi dell'attuale Mahābhārata, il quale fu scritto dal saggio Ugrasravas Sauti, in un solo respiro. Una menzione posteriore di Naimiṣāraṇya viene colta nel Rāmāyaṇa. Il colofone del sesto Yuddha-kanda del Rāmāyaṇa menziona che Lav e Kush, i figli di Ram narrarono il poema epico di Valmiki a Naimiṣāraṇya nell'Ashmavedha-yajna. Ricercando geograficamente l'ubicazione attuale, la foresta di Naimiṣā è detta situarsi nel distretto di Sitapur in Uttar Pradesh, India.